# Milano-Mantova 1961
La Milano-Mantova 1961, ventitreesima edizione della corsa, si svolse il 23 luglio 1961 su un percorso di 244 km. La vittoria fu appannaggio dell'italiano Ercole Baldini, che completò il percorso in 5h40'00", precedendo i connazionali Pierino Baffi e Renato Giusti.

## Ordine d'arrivo (Top 10)
| Pos. | Corridore        | Squadra        | Tempo    |
| ---- | ---------------- | -------------- | -------- |
| 1    | Ercole Baldini   | Ignis          | 5h40'00" |
| 2    | Pierino Baffi    | Fides          | a 7"     |
| 3    | Renato Giusti    | Torpado        | s.t.     |
| 4    | Dino Liviero     | Torpado        | s.t.     |
| 5    | Adriano Zamboni  | Molteni        | s.t.     |
| 6    | Angelo Conterno  | Baratti-Milano | s.t.     |
| 7    | Agostino Coletto | Ignis          | s.t.     |
| 8    | Renato Spinello  | Atala          | s.t.     |
| 9    | Sergio Maggioni  | Bianchi        | s.t.     |
| 10   | Giuseppe Zorzi   | Torpado        | s.t.     |